# Paseo de la Libertad
El paseo de la Libertad es una calle de la ciudad española de Albacete. La vía, con edificios de la primera mitad del siglo XX, cuenta con un bulevar central que se extiende desde la plaza del Altozano hasta la fuente de las Ranas. En abril acoge la Feria del Libro de Albacete.

## Historia
La avenida ha recibido varios nombres a lo largo de su historia: calle del Progreso, paseo de Alfonso XII, paseo de la República, paseo de José Antonio y paseo de la Libertad, su denominación actual.
Al comienzo de la vía se encuentra La Nudista, escultura de Arturo Martínez inaugurada en 2003, el Museo Municipal, edificio que en el pasado albergó la sede del Ayuntamiento de Albacete, concluido con su aspecto actual en 1902, y el Palacio de Justicia de Albacete, sede del Tribunal Superior de Justicia de Castilla-La Mancha, en el que antiguamente se situaba la Audiencia Territorial de Albacete, que extendía su jurisdicción sobre las provincias de Albacete, Ciudad Real, Cuenca y la Región de Murcia, antes de ser demolida.
En la calle se localiza el Palacio Provincial de la Diputación de Albacete, que se construyó entre 1877 y 1880 sobre el lugar que anteriormente ocupaba el convento de San Agustín. En sus inmediaciones se encuentra el monumento a Don Quijote y Sancho Panza. En su valla todavía se conservan los disparos de la Guerra Civil. Otros lugares de interés que albergó fueron el quiosco La Ola o el Hotel Francisquillo, de clase alta.
Entre los edificios históricos que se conservan se encuentran el Chateau o el antiguo Hotel Regina. Al final del paseo se encuentra la emblemática fuente de las Ranas.[cita requerida]
También destaca el suelo del bulevar, constituido por hexágonos de color blanco y rojo con el escudo de la ciudad.

## Cultura
Durante el mes de abril tiene lugar a lo largo del paseo de la Libertad la tradicional Feria del Libro de Albacete.

## Galería de imágenes

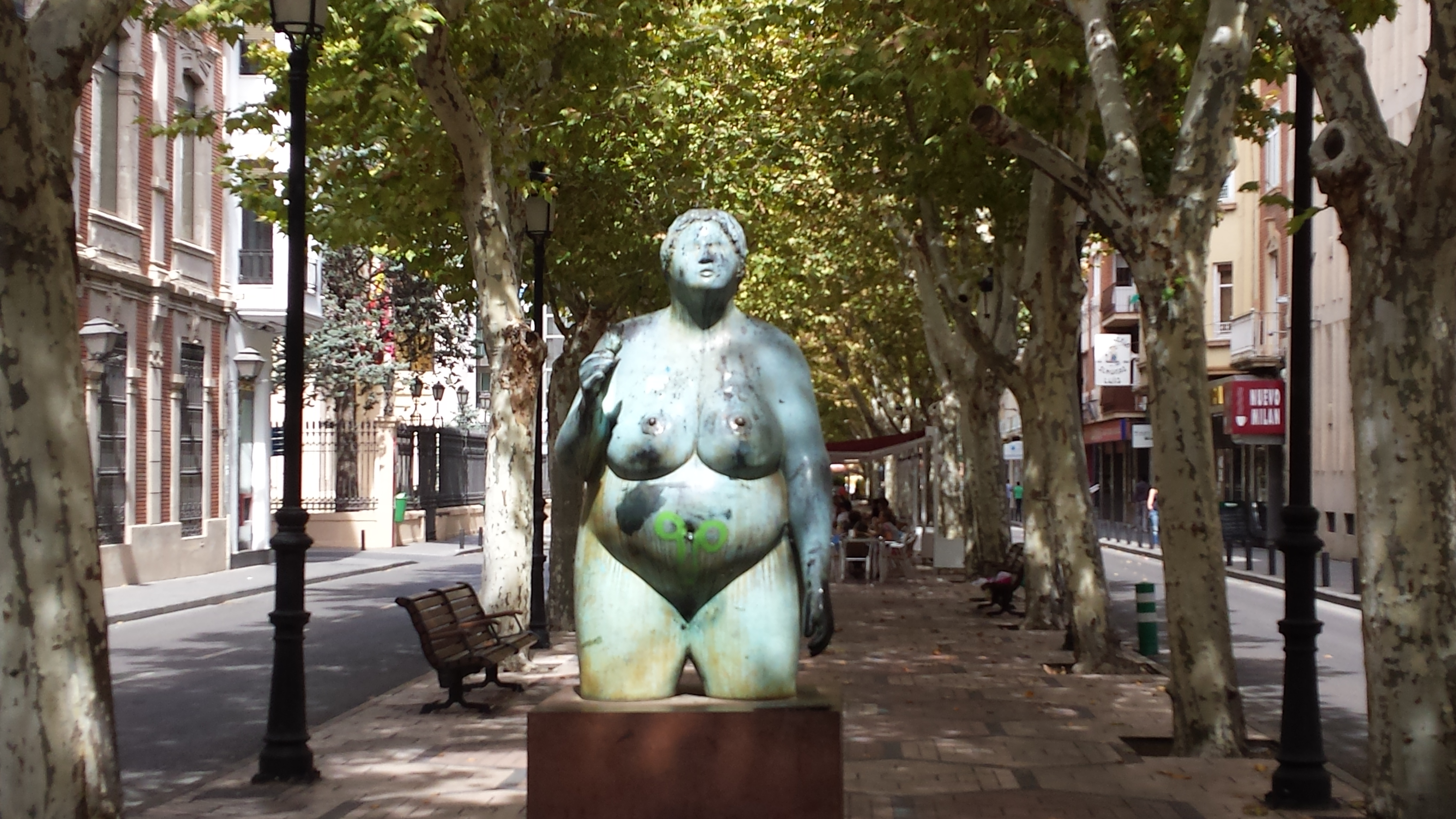
La Nudista
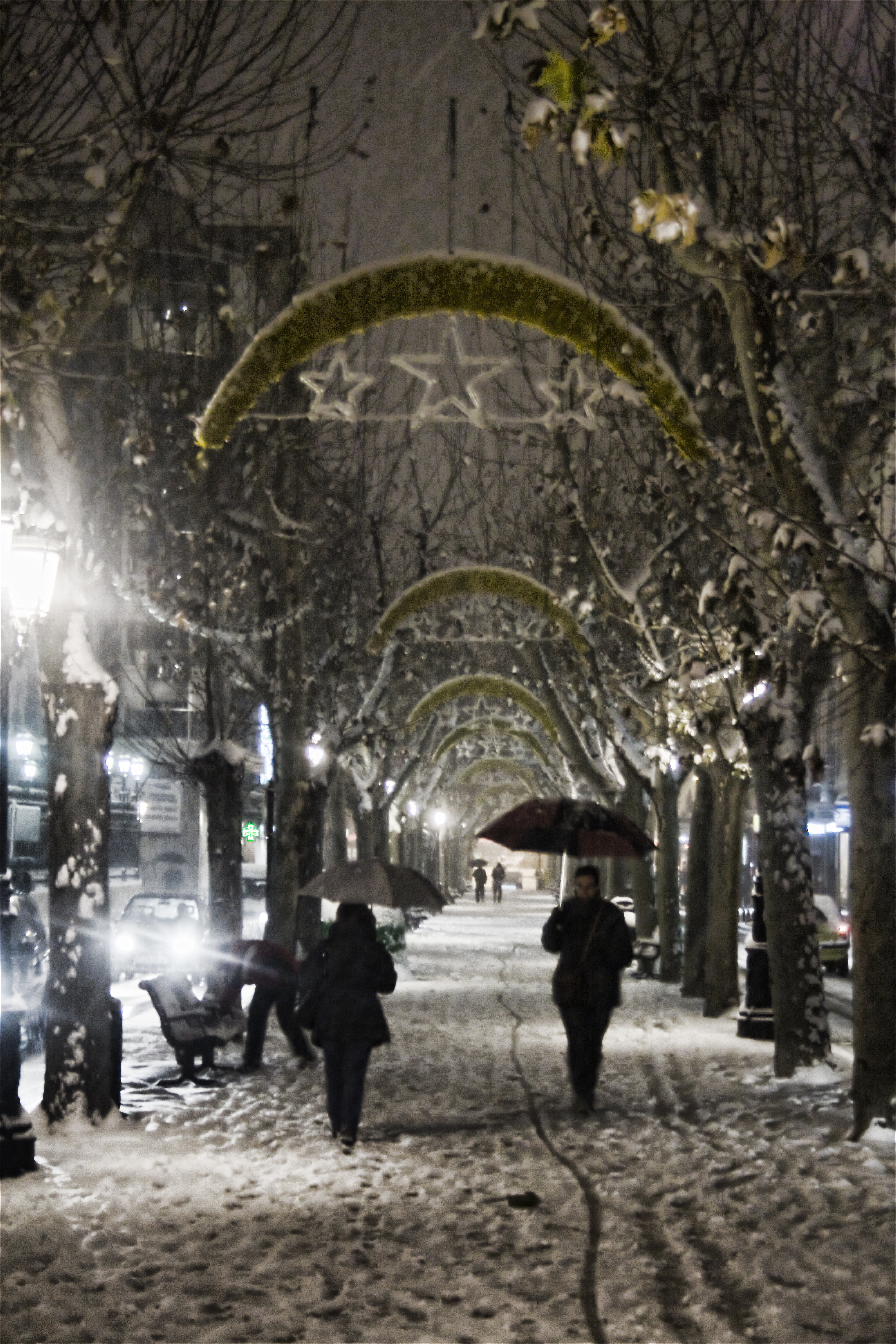
El paseo de la Libertad nevado
Palacio Provincial de la Diputación de Albacete
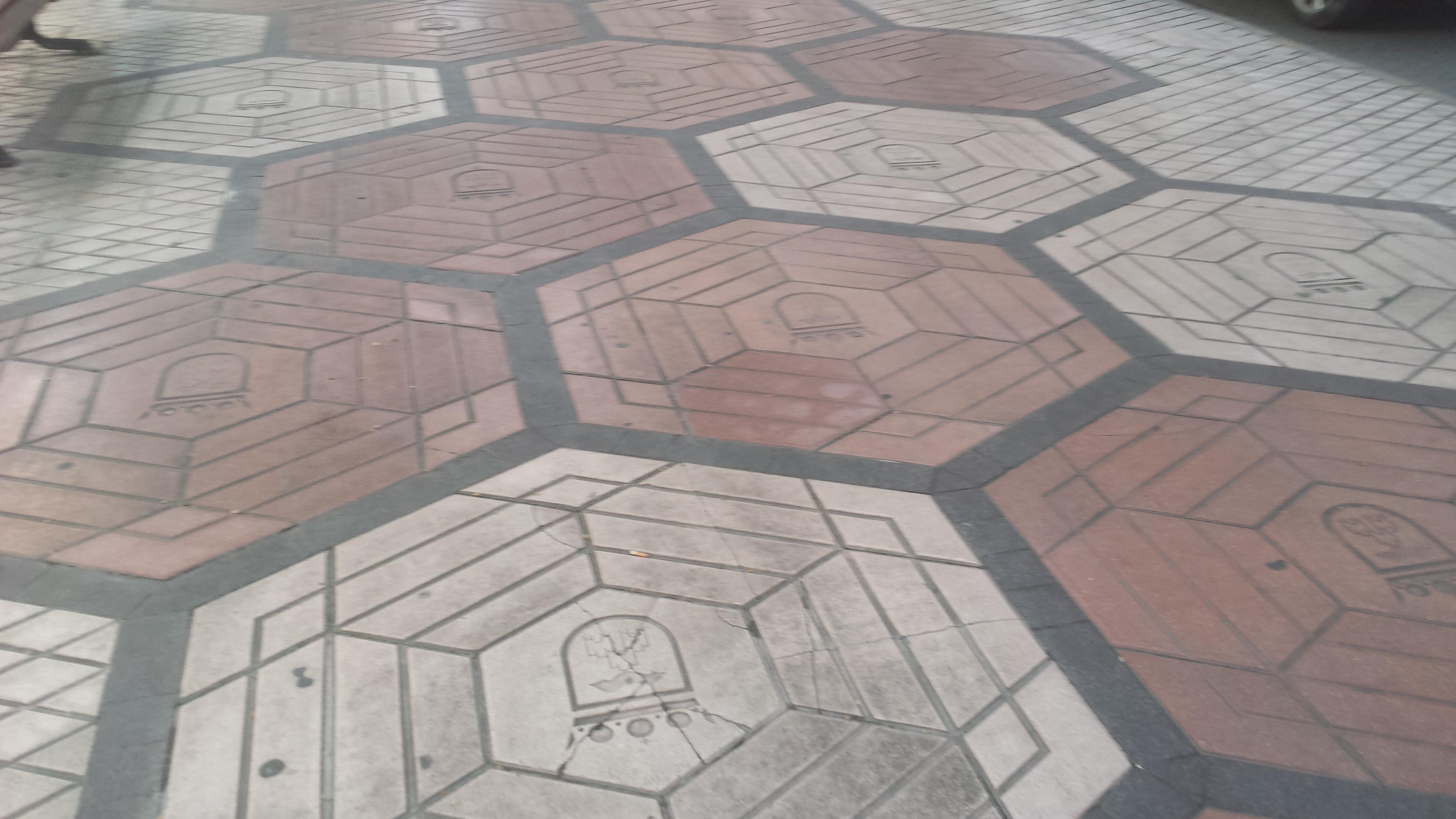
Suelo del bulevar del paseo de la Libertad con el escudo de la ciudad
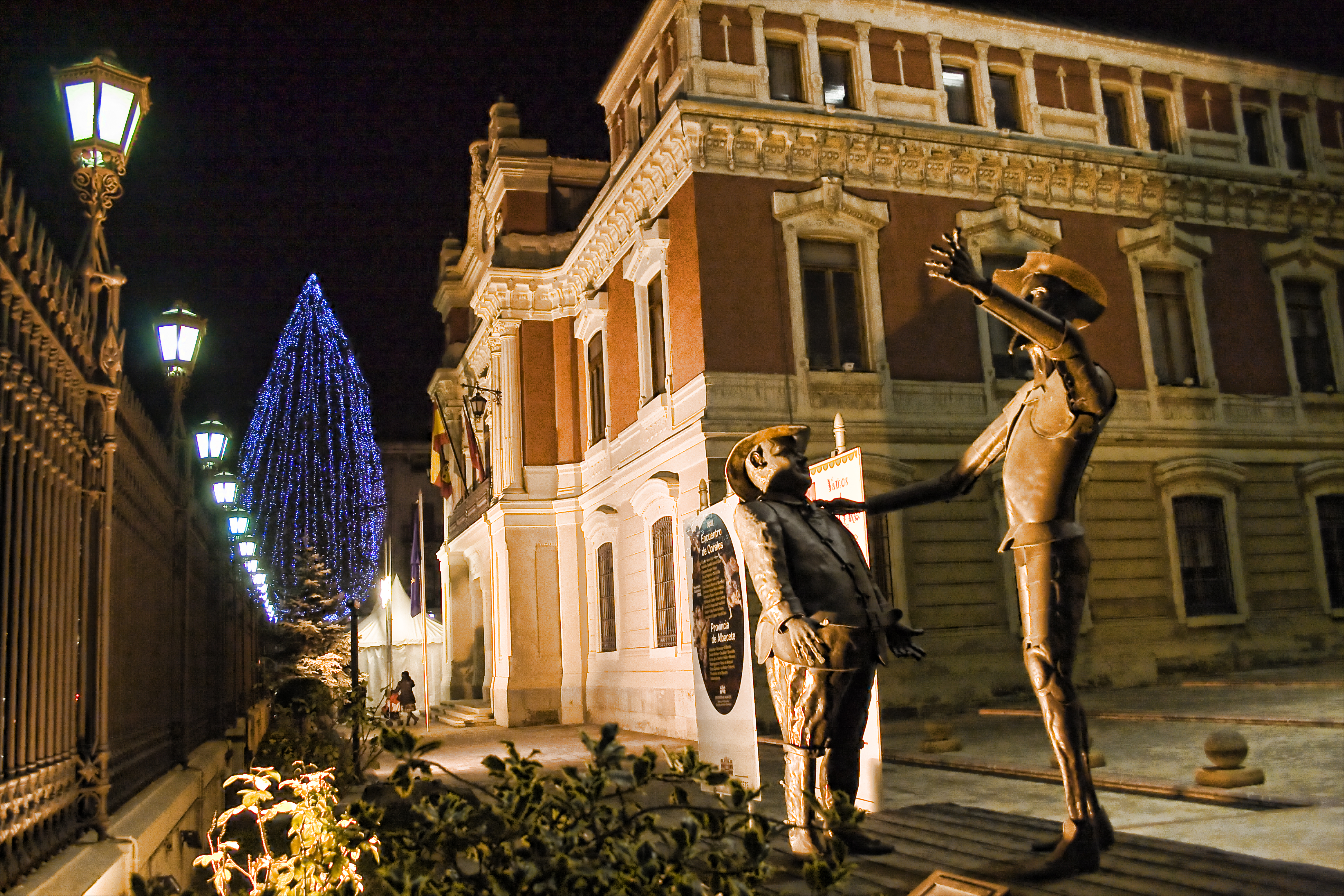
Don Quijote y Sancho Panza